# Jack Turner (pilot)
Jack Turner fou un pilot estatunidenc de curses automobilístiques nascut el 12 de febrer del 1920 a Seattle, Washington.
Jack Turner va córrer a la Champ Car a les temporades 1955-1962 incloent-hi la cursa de les 500 milles d'Indianapolis dels anys 1956-1959 i 1961-1962.
Jack Turner va morir el 12 de setembre del 2004 a Renton, Washington.

## Resultats a la Indy 500
| Any    | Cotxe  | Sortida | Vel. mitja | Ranking | Final  | Voltes | V. líder | Retirat               |
| ------ | ------ | ------- | ---------- | ------- | ------ | ------ | -------- | --------------------- |
| 1956   | 54     | 24      | 142.394    | 18      | 25     | 131    | 0        | Motor                 |
| 1957   | 19     | 19      | 140.367    | 25      | 11     | 200    | 0        | Va acabar             |
| 1958   | 25     | 10      | 143.438    | 12      | 25     | 21     | 0        | Bomba del combustible |
| 1959   | 24     | 14      | 143.478    | 11      | 27     | 47     | 0        | Tanc del combustible  |
| 1961   | 45     | 21      | 144.904    | 21      | 25     | 52     | 0        | Accident              |
| 1962   | 45     | 25      | 146.496    | 25      | 29     | 17     | 0        | Accident              |
| Totals | Totals | Totals  | Totals     | Totals  | Totals | 468    | 0        |                       |

| Curses       | 6 |
| Poles        | 0 |
| Voltes líder | 0 |
| Victòries    | 0 |
| Top 5        | 0 |
| Top 10       | 0 |
| Retirades    | 5 |

## A la F1
El Gran Premi d'Indianapolis 500 va formar part del calendari del campionat del món de la Fórmula 1 entre les temporades 1950 a la 1960.
Els pilots que competien a la Indy durant aquests anys també eren comptabilitats pel campionat de la F1.
Jack Turner va participar en 4 curses de F1, debutant al Gran Premi d'Indianapolis 500 del 1956.

### Palmarès a la F1
- Participacions: 4
- Poles: 0
- Voltes Ràpides: 0
- Victòries: 0
- Pòdiums: 0
- Punts vàlids per la F1: 0